# Myster Mocky présente
Myster Mocky présente ou « Mister Mocky présente... d'après les nouvelles d'Alfred Hitchcock » est une série télévisée policière française en 41 épisodes de 26 minutes créée par Jean-Pierre Mocky et diffusée d'abord du 17 juillet 2007 au 5 septembre 2009 sur 13e rue. La troisième saison est diffusée en 2013 et 2019 sur Canal Jimmy sous le nom Hitchcock by Mocky.

## Synopsis
Cette série est une anthologie d'histoires policières où se mêlent suspense et humour noir en rendant hommage à Alfred Hitchcock. Jean-Pierre Mocky est le présentateur de chaque épisode qui fait référence au « Gardien de la crypte » dans Les Contes de la crypte. De nombreux acteurs très célèbres dans le domaine du cinéma et du théâtre français ont participé à cette série.

## Fiche technique
- Titre : Mister Mocky présente... ; Mister Mocky présente... d'après les nouvelles d'Alfred Hitchcock (titre complet)
- Réalisation : Jean-Pierre Mocky
- Musique : Vladimir Cosma
- Nombre de saisons : 4
- Nombre d'épisodes : 59
- Durée : 26 minutes
- Date de première diffusion : 17 juillet 2007 sur 13e rue

## Épisodes

### Épisodes inédits

#### La Méthode Barnol
- Tournage : 1991
- Date de diffusion : 17 juillet 2007
- Distribution :
  - Jean Poiret : M. Hubert
  - Roland Blanche : Jean
  - Louise Boisvert : Marie
  - Hubert Deschamps : Sostène
  - Dominique Zardi : l'assistant de M. Hubert
  - Luc Delhumeau : le psychiatre
  - Jean-Paul Bonnaire : Antoine
  - Bénédicte Appe : une collègue
  - Jean-Pierre Clami : le chauffeur du bus
  - Jean-François Dupas : le gardien de la paix
  - Suzy Marquis : la vieille dame
  - Mathieu Barbier : le vigile
  - Moïse Partouche : un badaud
  - Antoine Valli : un badaud
  - Bernard Dousset : un badaud
  - Tania Thomassian : une badaude
  - Ursule Misère : une badaude
  - Youri Radionow : le médecin
  - Christophe Bier : un collègue
  - Myriam Louazani : une collègue
  - Félix Estay : un collègue
  - Jean-Christophe Prévost : l'usager RATP
  - Mireille Charrier : la religieuse
  - Jean-Yves Brignon : le curé

#### La Vérité qui tue
- Tournage : 1991
- Date de diffusion : juillet 2007
- Distribution :
  - Jacqueline Maillan : Libby
  - Jean-Luc Bideau : Robert
  - Marie Lenoir : Joëlle
  - Christian Chauvaud : un commissaire
  - François Aragon : un flic
  - Ange Denard : un flic
  - Pascal Liger : le motard
  - Jean Cherlian : le camionneur
  - Renaud Verrière : un commissaire

#### Dis-moi qui tu hais
- Tournage : 1991
- Date de diffusion : août 2007
- Distribution :
  - Daniel Prévost : Robert
  - Lauren Grandt : Karen
  - Agathe Natanson : Janice
  - Jean Abeillé : le représentant
  - Aline Alba : la voisine
  - Christophe Bier : l'aliéniste
  - Angela Boglione : la petite fille
  - Jean-Luc Caron : l'inspecteur
  - Bernard Colombe : un congressiste
  - Bernard Dousset : le contrôleur SNCF
  - Violetta Ferrer : Gisèle
  - Antoine Mayor : un employé de bureau
  - Lysiane Meis : une collègue
  - Pierre-Marcel Ondher : le directeur
  - Frankie Pain : une paroissienne
  - Louis Sautelet : le fabricant de masques
  - Patrick Granier : l'employé
  - Antoine Valli : un congressiste
  - Olivier Schwengler : un congressiste
  - Lefred-Thouron : un congressiste

### Saison 1

#### Dans le lac
- Date de diffusion : 15 juin 2008
  - d'après Richard Deming
  - écrit et réalisé par Jean-Pierre Mocky
- Distribution :
  - Arielle Dombasle : Héléne Stone
  - Stanislas Merhar : Bruno
  - Aurélien Wiik
  - Marie Hennerez
  - Isabelle Giami
  - Dominique Zardi
  - Thierry Taittinger
  - Noël Simsolo

#### Chantage à domicile
- Date de diffusion : 22 juin 2008
  - d'après John Lutz
  - écrit et réalisé par Jean-Pierre Mocky
- Distribution : 
  - Laurent Gerra : Dan
  - Rufus
  - Henri Guybet
  - Jean Abeillé
  - Grégory Gatignol

#### Le farceur
- Date de diffusion : 29 juin 2008
  - d'après Robert Arthur, Jr.
  - écrit et réalisé par Jean-Pierre Mocky
- Distribution : 
  - Charles Berling : Brad
  - Michel Galabru
  - Jean Abeillé
  - Hervé Pauchon
  - Freddy Bournane
  - Jean-Marc Hubert
  - Marc Bodnar
  - Evelyne Macko
  - Cyrielle Voguet
  - Michel Stobac
  - Pierre-Jean Boissard
  - Etienne Maquaire

#### Le diable en embuscade
- Date de diffusion : 27 novembre 2007
- Distribution :
  - Jean-Hugues Anglade : Hervé
  - Bruno Putzulu : Jules
  - Patricia Barzyk
  - Jean-Pierre Clami : le commissaire
  - Noël Simsolo
  - Marie Hennerez : Rowena

#### L'énergumène
- Date de diffusion : 13 juillet 2008
- Distribution :
  - Régis Laspalès
  - Jean Abeillé
  - Guillaume Delaunay

#### Témoins de choix
- Date de diffusion : 20 juillet 2008
- Distribution :
  - Lorànt Deutsch
  - Dominique Pinon
  - Nathalie Vincent
  - Dominique Zardi
  - François Toumarkine
  - Roger Knobelspiess
  - Michel Stobac

#### Cellule insonorisée
- Date de diffusion : 27 juillet 2008
- Distribution :
  - Claude Brasseur
  - Patricia Barzyk
  - François Toumarkine
  - Hervé Pauchon
  - Barbara Probst
  - Jean Abeillé
  - Roger Knobelspiess
  - Gérard Dessalles

#### Mort sur commande
- Date de diffusion : 3 août 2008
- Distribution :
  - Richard Bohringer
  - Jean-Pierre Mocky
  - Cyrielle Voguet

#### Service rendu
- Date de diffusion : 10 août 2008
- Distribution :
  - Richard Bohringer
  - Smadi Wolfman

#### La clinique opale
- Date de diffusion : 17 août 2008
- Distribution :
  - Didier Bourdon (tenant plusieurs rôles)
  - Tom Novembre
  - Jean Abeillé
  - Patricia Barzyk

#### Le jour de l'exécution
- Date de diffusion : 24 août 2008
- Distribution :
  - Michel Piccoli : le procureur
  - Frédéric Diefenthal : Adrien Sevran

#### Un éléphant dans un magasin de porcelaine
- Date de diffusion : 31 août 2008
- Distribution :
  - Micheline Presle
  - Jean-Pierre Mocky
  - Sarah Barzyk

### Saison 2

#### Une si gentille serveuse
- Date de diffusion : 13 juin 2009
- Distribution :
  - Micheline Presle
  - Zoé Félix
  - Aurélien Wiik

#### Le voisin de cellule
- Date de diffusion : 20 juin 2009
- Distribution :
  - Jean-Paul Rouve
  - Richard Bohringer
  - Roger Knobelspiess

#### Un risque à courir
- Date de diffusion : 27 juin 2009
- Distribution :
  - Elsa Zylberstein
  - Gaspard Ulliel
  - Jean-Pierre Clami

#### La voix de la conscience
- Date de diffusion : 4 juillet 2009
- Distribution :
  - Michèle Bernier
  - Daniel Russo
  - Philippe Nahon : le sénateur Léonard Kramer
  - Emmanuel Nakach : le fils du sénateur
  - Étienne Riquier : Scoot

#### De quoi mourir de rire
- Date de diffusion : 11 juillet 2009
- Distribution:
  - Stanislas Merhar
  - Louise Monot
  - Philippe Chevallier
  - Dominique Zardi

#### Meurtre entre amies
- Date de diffusion : 25 juillet 2009
- Distribution :
  - Victoria Abril
  - Dominique Lavanant
  - Patricia Barzyk

#### Martha in memoriam
- Date de diffusion : 1er août 2009
- Distribution :
  - Virginie Ledoyen
  - Mathieu Demy
  - François Vincentelli

#### L'aide
- Date de diffusion: 8 août 2009
- Distribution :
  - Cristiana Reali
  - Bruno Todeschini
  - Patricia Barzyk

#### Ultime bobine
- Date de diffusion : 15 août 2009
- Distribution :
  - Richard Gotainer
  - Stomy Bugsy : Billy
  - Christian Chauvaud : le nazi
  - François Toumarkine
  - Michel Stobac
  - Jean-Pierre Clami
  - Momo Dridi
  - Freddy Bournane

#### Haine mortelle
- Date de diffusion : 22 août 2009
- Distribution :
  - Pierre Mondy : Rex
  - Dominique Pinon : Léo

#### Sauvetage
- Date de diffusion : 29 août 2009
- Distribution :
  - Richard Anconina
  - Bernard Le Coq
  - Zinedine Soualem

#### La Cadillac
- Date de diffusion : 5 septembre 2009
- Distribution :
  - Arielle Dombasle : Mme Orlan
  - Frédéric Diefenthal : Richardo
  - Jean-Pierre Mocky
  - Emmanuel Nakach

### Saison 3

#### La main du destin
- Date de diffusion : 21 mai 2013
- Distribution :
  - Béatrice Dalle : Henriette
  - Daniel Russo : Roger
  - Raphael Scheer : monsieur Pinson
  - Armelle : Mme Pinson
  - Cédric Cirotteau : Loic
  - Fabrice de La Villehervé : Représentant arrosoirs
  - Claire Corlier: Cliente de Jardiland
  - Dominique P. Devers : Patron de Jardiland
  - Fabien Jegoudez : Collègue de Jardiland
  - Maxime Lecoq : l'acheteur de voiture
  - Jean Abeillé : l'inspecteur au générique de fin

#### Sursis pour un assassin
- Date de diffusion : 21 mai 2013
- Distribution :
  - Richard Bohringer
  - Dominique Pinon
  - Emmanuel Nakach
  - Mickael Caeyman

#### Selon la loi
- Date de diffusion : 28 mai 2013
- Distribution :
  - Élie Semoun
  - Eriko Takeda

#### Aveux publics
- Date de diffusion : 28 mai 2013
- Distribution :
  - Jean-Pierre Mocky
  - Laurent Biras
  - Jerome Lenôtre
  - Mickael Caeyman

#### Auto-stop
- Date de diffusion : 4 juin 2013
- Distribution:
  - Bruno Solo : Bill William
  - Clovis Fouin : Vince
  - Charlotte Gaccio : Betty
  - Noël Simsolo : Karl Fetterman
  - Claire Corlier : Sœur de Bill
  - Christian Chauvaud : Isidore
  - Erika Lillo : Danseuse
  - Olivier Sauton : Client de la sœur de Bill
  - Jérôme Lenotre : Inspecteur de police
  - Anksa Kara : La femme au générique

#### Derrière la porte close
- Date de diffusion : 4 juin 2013
- Distribution :
  - Agnès Godey : Notaire
  - Dominique Lavanant : Madame Denard
  - David Chausse : David
  - Leila Tabai : Bonnie
  - Marie-Caroline Le Garrec : la blonde au restaurant
  - Patrice Guillain : Avocat
  - Raphael Scheer : l'homme au générique
  - Anksa Kara : la femme au générique

#### La Curiosité qui tue
- Date de diffusion : 11 juin 2013
- Distribution :
  - Emma de Caunes : Candice
  - Lionel Abelanski : Fred
  - Fred Scotlande : Richard
  - Éric Blanc : Voisin noir
  - Emmanuelle Weber : Trudy
  - Maryvonne Hamida : Cuisinière
  - Amy Konate : Voisine noire
  - Karine Dogliani : Femme de Richard
  - Lionel Laget : Inventeur
  - Jean-Louis Andrieux : Inspecteur
  - Benoit DE Gaulejac : Facteur 1
  - Michel Stobac : Facteur 2
  - Jérôme Lenotre : Policier au générique

#### Alibi en chaîne
- Date de diffusion: 11 juin 2013
- Distribution :
  - Jean-Pierre Mocky
  - François Vincentelli

#### Le Don d'Iris
- Date de diffusion : 18 juin 2013
- Distribution :
  - Antoine de Caunes
  - Yara Pilartz

#### La Mélodie qui tue
- Date de diffusion : 18 juin 2013
- Distribution :
  - Robin Renucci
  - Arsène Mosca

#### Demande en mariage
- Date de diffusion : 25 juin 2013
- Distribution :
  - Marie-Christine Barrault
  - Agnès Soral

#### Les Nains
- Date de diffusion : 25 juin 2013
- Distribution :
  - Régis Laspalès
  - Philippe Chevallier

#### Deux cœurs solitaires
- Date de diffusion : 2 juillet 2013
- Distribution :
  - Clémentine Célarié: Martha
  - Stéphane Guillon: Rufus

#### Trop froide
- Date de diffusion : 2 juillet 2013
- Distribution :
  - Stéphane Freiss
  - Faustine Léotard
  - Jean Abeillé
  - Patricia Barzyk
  - Laurent Paris
  - Léopold Bellanger

### Saison 4
La saison 4 a été tournée en 2018-2019. Elle sort directement en DVD le 2 septembre 2020 dans un coffret regroupant les saisons 3 et 4 de la série.

#### Un de plus, un de moins
- Date de diffusion : 2019
- Réalisation : Antoine Delelis
- Distribution :
  - Slimane Dazi
  - Émilie De Preissac
  - Valérie Karsenti

#### À couteau tiré
- Date de diffusion : 2019
- Distribution :
  - Niels Arestrup
  - Laurent Biras

#### Un vrai massacre
- Date de diffusion : 2019
- Distribution : 
  - Virginie Ledoyen
  - Robinson Stévenin
  - Nicolas Briançon

#### Un tour en voiture
- Date de diffusion : 2019
- Distribution : 
  - Marthe Villalonga
  - Gérard Hernandez

#### Un rôle en or
- Date de diffusion : 2019
- Distribution :
  - François Vincentelli
  - Blandine Bellavoir

#### Un verre de trop
- Date de diffusion : 2019
- Distribution :
  - Francis Perrin
  - Patricia Barzyk

#### Suspect n° 1
- Date de diffusion : 2019
- Distribution :
  - Dominique Pinon

#### La Preuve par neuf
- Date de diffusion : 2019
- Distribution :
  - Philippe Duquesne
  - Jules Sitruk

#### Modus operandi
- Date de diffusion : 2019
- Distribution :
  - Antoine Duléry
  - Catherine Hosmalin
  - Alain Bouzigues

#### Une retraite paisible
- Date de diffusion : 2019
- Distribution :
  - Bernard Ménez
  - Agnès Soral

#### Échec aux dames
- Date de diffusion : 2019
- Distribution :
  - Jean-Marie Bigard
  - Jean Dell

#### La Femme docteur
- Date de diffusion : 2019
- Distribution :
  - Catherine Jacob
  - Henri Guybet

#### L'Ultime Solution
- Date de diffusion : 2019
- Distribution :
  - Daniel Russo
  - Philippe Ambrosini
  - Dominique Daguier

#### Plutôt mourir dans l'eau profonde
- Date de diffusion : 2019
- Distribution :
  - Grégory Fitoussi
  - Anne Sila
  - Philippe du Janerand
  - Éric Collado
  - Léopold Bellanger

#### Le Pique assiette
- Date de diffusion : 2019
- Distribution :
  - Anne Roumanoff
  - Frédéric Bouraly

#### Surexposé
- Date de diffusion : 2019
- Distribution :
  - Lionnel Astier

#### Un décès dans la famille
- Date de diffusion : 2019
- Distribution :
  - Michel Boujenah
  - Grace de Capitani

#### Entre deux femmes
- Date de diffusion : 2019
- Distribution :
  - Cali
  - Delphine Chanéac